# Watch and Ward
Watch and Ward é um romance breve de Henry James, publicado originalmente como série em The Atlantic Monthly em 1871 e posteriormente como livro em 1878 após inúmeras revisões. Esta é a primeira tentativa de James com o gênero, apesar de ter desprezado o livro mais tarde. Ele ainda era um aprendiz em sua carreira de escritor, e Watch and Ward apresenta uma imaturidade previsível.  É uma história estranha, às vezes melodramática, de como o protagonista, Roger Lawrence, adota uma orfã de doze anos, Nora Lambert, e a educa como sua futura noiva. Mas surgem complicações, geralmente de forma estranha. James declarou, mais tarde, que Roderick Hudson (1875) seria seu primeiro romance, em detrimento de Watch and Ward.

## Enredo
O rico e desocupado Roger Lawrence adota a jovem de doze anos Nora Lamber após o suicídio do pai da menina em um quarto de hotel vizinho ao de Lawrence. Ele havia recusado ajuda financeira ao homem, e sente remorso. Nora não é uma criança bonita, mas quando começa a se desenvolver, também se desenvolve em Roger a ideia de desposá-la.
Infelizmente para ele, quando Nora amadurece para se tornar uma bela mulher, ela se atrai por outros dois: o inútil George Fenton e o ministro um tanto hipócrita, Hubert Lawrence (primo de Roger). Depois de várias aventuras, Nora acaba nas garras de Fenton em Nova York, mas Roger vem resgatá-la. Eles se casam em um final feliz convencional.